# Thomas Stawford
Thomas Stawford, född 15 december 1766 i Durham nära Newcastle i England,  död 20 februari 1831 i Höganäs, var en svensk industriell pionjär som ledde arbetet med att bygga upp gruvverksamheten i Höganäs. 
Med utbildning inom maskiner, byggnader och transporter var Thomas Stawford en respekterad gruvingenjör när han vid 29 års ålder kom med sin familj till Höganäs 1796.  Han var en mångsidig tekniker och specialist på kolbrytning och glastillverkning och värvades av svenska industrispioner i England, i och med att Sverige ville dra igång egen brytning av stenkol, för att driva de ångmaskiner som nu började bli allt vanligare i Sverige och bli självförsörjande på stenkol.
Stawford blev den förste ”directeuren” i det av Carl Bagge och greve Eric Ruuth år 1797 grundade Höganäs Stenkolsverk, numera mer känt som Höganäs AB. Han var ansvarig för allt som hörde till gruvbrytningen och transporterna. Under hans ledning anlades 1798 en av Sveriges första järnvägar ovan jord (hästdriven). Thomas Stawford upprättade också en stadsplanekarta för Höganäs 1813. 
Thomas Stawford har efterlämnat utförliga dagböcker på 961 sidor från åren 1795-1831, som utgör en viktig källa för den historiska forskningen. I dem kan man se att Thomas Stawfords tillvaro i Höganäs var fylld av extremt hårt arbete, besvikelser och personliga tragedier. Bolaget gick hela tiden med förlust, han fick inte den uppskattning och den befordring till högre chef, som han ansåg sig förtjänt av, och hans nära anhöriga gick bort i förtid. 
Hans hustru Margaret avled 1819, sonen John dog 1820 och brorsonen Robert 1822. Thomas Stawford gifte om sig innan han vid 64 års ålder avled, Han ligger begravd på Väsby kyrkogård. 
Stawfordska Sällskapet har låtit trycka och tillgängliggöra Thomas Stawfords dagböcker, vilka finns tillgängliga på sällskapets webbplats.

## Mer läsning
- Stawfords dagböcker